# ۵۶۰ (پیش از میلاد)
۵۶۰ (پیش از میلاد) ۵۶۰مین سال قبل از تقویم میلادی است.